# Ashari Fajri
Ashari Fajri (ur. 10 listopada 1988 w Dżakarcie) – indonezyjski wspinacz sportowy, specjalizował się we wspinaczce na czas. Dwukrotny złoty medalista mistrzostw Azji we wspinaczce sportowej na czas.

## Kariera sportowa
Dwukrotny mistrz Azji we wspinaczce sportowej w konkurencji na czas indywidualnie w latach 2014 oraz 2016. W roku 2016 został srebrnym medalistą mistrzostw Azji w sztafecie na czas.
W 2014 w tajlandzkim Phuket na plażowych igrzyskach azjatyckich zdobył brązowy medal drużynowo we wspinaczce na czas. Uczestnik zawodów wspinaczkowych World Games we Wrocławiu we wspinaczce na czas w 2017 roku, gdzie zajął 10. miejsce.

## Osiągnięcia

### Mistrzostwa Azji
| Konkurencje           | 2013 | 2014 | 2015 | 2016 |
| Wspinaczka na czas    | 8    | 1    | —    | 1    |
| Sztafeta wsp. na czas | —    | —    | —    | 2    |

### World Games
| Konkurencje  | 2017 |
| Wsp. na czas | 10   |

### Plażowe igrzyska azjatyckie
| Konkurencje        | 2014 |
| Wspinaczka na czas | 8    |
| Sztafeta na czas   | 3    |